# Rátkai Sándor
Rátkai Sándor (Szeged, 1914. január 28. – Szeged, 2011. március 8.) népi iparművész, a kézzel varrott, kifordított szegedi papucs neves mestere.

## Élete
Iparos-kereskedő családban született. Alig volt 12 éves, amikor elkezdte tanulni a papucsos mesterséget. Első műhelye 1934–1956 között a mai Royal helyén állt a Kölcsey utcában, innen a Dóm térre költözött, ahonnan 1966-ban, a Somogyi-könyvtár építése miatt kiköltöztették üzletéből, ezért minden holmijával együtt a saját családi házába költözött át. A szegedikum-ként számon tartott török eredetű lábbelit a mester hagyományos módon készítette: varrta, szögelte, melyeknek bársonyfejére a virágokat felesége hímezte. Szegedikum-ként számon tartott papucsainak  hírnevét 90. születésnapjáig maga ápolta. A nagy hírű papucskészítő mester keze alól  – becslések szerint – élete során több mint 70 000 pár szegedi papucs került ki.
Életéről mesélve ekképpen emlékezett:
Tulajdonképpen kosárfonónak indultam, tizenegy évesen. A kosárfonó sógora volt a papucskészítő mester, az ő inasaival laktam egy műhelyben, ott aludtam velük. Aztán a kosárfonó tönkrement, elköltözött Pécsre. Anyám nem engedett el utána, azt tanácsolta, tanuljak inkább valami más szakmát. Mivel jó barátságban voltam a papucsosokkal, átmentem hozzájuk. Így történt, hogy 12 éves koromban bekerültem a három segéd közé. A mester nem igazán tanított, úgy kellett ellesni a szakmát.
Az először 11 éves korában kosárfonónak készülő Rátkai Sándor végül 12 évesen a papucsos mesterséget választotta. Nagy Sándor műhelyében tanulta ki a szakmát, melyből 1943-ban tett mestervizsgát. Szegeden, a Kölcsei utcában kibérelt műhelyét a háború után nyitotta meg, ahol 25 évig dolgozott, majd innen a Dóm térre, s később műhelyével családi házukba költözött, és a továbbiakban itt, a háza előszobájában berendezett műhelyben folytatta a papucsos mesterséget, utolsó éveit leszámítva napi két pár papucsot is elkészített.
Szegeden, felsővárosi otthonában, életének 98. évében, 2011 március 8-án érte a halál.
Életműve, a szegedi papucs 2004 óta védett.

## A szegedi papucs története
Maga a papucs szó oszmán-török eredetű, amely a török hódoltság alatt, a 16. század második felében bukkant fel a magyar nyelvben, de előfordul egy helyi, szegedi a Hóbiárt basáról szóló népmondában is, mely szerint a szegedi menyecskék a "körülöttük legyeskedő" basát papucsuk sarkával verték meg.
A papucs használata az 1879-es nagy árvíz után kezdett divatba jönni, mikor az addig sáros utak kikövezése megkezdődött, és az addig jobbára csizmát miegymást viselő asszonynépnél az olcsó, mutatós lábbeli a városias életmód részévé kezdett válni.
A papucskészítés második fellendülése a két világháború közötti időszakra nyúlik vissza, mikor a polgári, városi lakosság kezdte használni otthoni viseletként az olcsó, mutatós lábbelit.

## leírása
A többnyire piros bársonyból készült szegedi papucs jellemzője a többnyire kézzel készült hímzés: mezei virágok, pipacs, nefelejcs, gyöngyvirág, kalászok díszítik.
Mitől szegedi a szegedi papucs? Elsősorban a hímzéstől. Mezei virágok, pipacs, nefelejcs, kalász ékesíti. Inaskoromban nem ilyen papucsok voltak, csak egyszerű bársonyból készültek, hímzés nélkül. A hímzett papucs később jött divatba, akkor kezdték ezt a bojtos, szalagos jobb- és ballábast készíteni. Azelőtt forgatós volt, vagyis nem különbözött a jobb láb a baltól. Ezért mondják, hogy a szegedi papucsnak nincs párja.
Az idős mester a szegedi múzeumnak 2001-ben 23 pár papucsból álló mintakollekciót adományozott, melyben megtalálható volt minden olyan papucs, amit 1930-óta készített.
2003. év végén hozták létre a Rátkai Sándor Közhasznú Alapítványt a kulturális örökség védelmére, a papucsos mesterség oktatására, egy belvárosi műhely és múzeum kialakítására.